# Landefred
I de middelalderlige retssystemer var landefred (Latin: constitutio pacis, pax instituta eller pax jurata) det overenskomstmæssige afkald på en (egentlig lovfæstet) ret til at bruge magt ved gennemtvingelse af egne retskrav. Det vedrørte frem for alt retten til at føre slægtsfejder.

## Indhold
Overenskomster om landefred dannede det politiske grundlag for skabelsen af retsforhold, som ikke byggede privat adgang til magtanvendelse. Ofte regulerede de endvidere forholdene omkring domstolenes virke, og de gjorde det derved muligt at bilægge stridigheder under anvendelse af generelle retsregler. Overtrædelse af den offentlige fred eller trusler om det blev straffet efter straffeloven. På den måde kunne man beskytte genstande eller bygninger (f.eks. kirker, boliger, møller, landbrugsredskaber, broer og landeveje) og personer (gejstlige, pilgrimme, købmænd og kvinder såvel som bønder, jægere og fiskere, der udøvede deres erhverv).

## Udvikling
Efter det 11. århundrede videreførte udviklingen af landefred den tidligere skabte gudsfred. I det tysk-romerske rige etablerede Frederik Barbarossa i 1152 en landefred, som fik gyldighed i hele rigets område, men først i 1495 lykkedes det at iværksætte en landefred, der var geografisk og tidsmæssigt ubegrænset. Disse tiltag blev efterlignet på dansk område, hvor middelalderkongerne efterhånden etablerede en domsmagt, der udfyldte magttomrummet, da de afskaffede den private ret til blodfejde.

## Eksterne links
- Textkritische Ausgabe auf Latein Arkiveret 24. februar 2008 hos  Wayback Machine, Barbarossas landefred (Webside ikke længere tilgængelig) (tysk)